# Milton Margai College of Education and Technology
Das Milton Margai College of Education & Technology (MMCET) ist eine von fünf Polytechnics (Fachhochschulen) in Sierra Leone. Es ist nach dem ersten Premierminister von Sierra Leone, Milton Margai, benannt.

## Geschichte
MMCET war unter dem Namen Milton Margai Teachers College (MMTC) eine der ersten tertiären Bildungseinrichtungen in Sierra Leone. Ursprünglich in Freetown als Bildungseinrichtung für Mittelstufenlehrer gegründet, wurden die Ausbildungsgänge und auch der Unterrichtsort häufig geändert. 1995 wurde der komplette Unterrichtsplan und die Studiengänge einer neuen Verordnung angepasst und höhere Abschlüsse geschaffen. Fünf Jahre später fand der Zusammenschluss mit dem Freetown Technical Institute (FTI) und dem Hotel and Tourism Training Institute (Hotelfachschule) zusammengeschlossen.
Milton Margai College of Education and Technology hatte im Studienjahr 1993/94 709 Studenten, 2001/2002 waren es 1.050 und im Jahr 2005 etwa 3.000 Studenten.
Im Jahr 2011/12 hatte MMCET 4.329 Studenten.
Die Fachhochschule bemüht sich um einen Universitätsstatus, hat jedoch mit Unregelmäßigkeiten und finanziellen Problemen zu kämpfen.

## Campus
Der Campus der Polytechnic befindet sich in Freetown.

## Fakultäten
MMCET gliedert sich in drei Fakultäten:
- Bildung (Education)
- Wissenschaft & Technologie (Science and Technology)
- Betriebswirtschaftslehre und Management, inkl. Tourismus und Hotelfachwesen (Business and Management including Hotel and Tourism)